# Ivan Vuković
Ivan Vuković (Titogrado, Yugoslavia, actual Montenegro, 9 de febrero de 1987) es un futbolista montenegrino. Juega como delantero y su actual equipo es el HNK Hajduk Split de la Prva HNL, máxima categoría profesional de Croacia.

## Trayectoria
Giga Vuković comenzó su carrera profesional en el Fudbalski Klub Zeta, con el que debutó en 2004, en la que fue una de las mejores temporadas del equipo de Golubovci, que terminó clasificado en tercera posición de la Primera División de Serbia y Montenegro, tan solo por detrás de los dos poderosos equipos de Belgrado, el Partizan y el Estrella Roja. 

### Budućnost de Podgorica
En 2006 fue fichado por el Fudbalski Klub Budućnost Podgorica donde se mantuvo durante cinco temporadas en las que ganó un campeonato de la Primera División de Montenegro así como cuatro subcampeonatos, anotando 57 goles en 103 encuentros oficiales. Además sus dos últimas temporadas fueron especialmente buenas pues anotó 39 goles en 60 partidos, siendo el máximo realizador de la temporada 2010/11 y obteniendo además el premio al futbolista del año otorgado por la Federación de Fútbol de Montenegro.

### Hajduk Split
En el verano de 2011 el Hrvatski Nogometni Klub Hajduk Split, uno de los principales equipos de la Prva HNL de Croacia se hizo con sus servicios previo pago de 750.000€. En este equipo, el 9 de agosto de 2012, anotó un gran gol frente al Inter de Milán en la Tercera ronda previa de la Liga Europea de la UEFA que no obstante no sirvió para evitar la eliminación de su equipo.

## Selección nacional
Vuković fue parte de las primeras selecciones sub-20 y sub-21 de las que dispuso Montenegro tras la independencia de Serbia en 2006. Posteriormente llegó a debutar con el equipo sénior el 18 de noviembre de 2009, en un partido amistoso frente a la Selección de fútbol de Bielorrusia en el que entró en sustitución de Milorad Peković.

## Clubes
| Club                                 | País                | Periodo   | PJ (G)   |
| ------------------------------------ | ------------------- | --------- | -------- |
| Fudbalski Klub Zeta                  | Serbia y Montenegro | 2004-2006 | 56 (15)  |
| Fudbalski Klub Budućnost Podgorica   | Montenegro          | 2006-2011 | 103 (57) |
| Hrvatski Nogometni Klub Hajduk Split | Croacia             | 2011-     | 47 (11)  |

## Palmarés

### Campeonatos nacionales
| Título             | Club                     | País       | Año  |
| ------------------ | ------------------------ | ---------- | ---- |
| Liga de Montenegro | Fudbalski Klub Budućnost | Montenegro | 2008 |